# Suzette Mayr
Suzette Mayr (Calgary, 1967) è una scrittrice canadese.

## Biografia
Di origini tedesche e delle Bahamas, è nata a Calgary nel 1967 e ha conseguito un B.A. in Inglese all'Università di Calgary nel 1990, un M.A. all'Università dell'Alberta sempre in Inglese nel 1992 e un dottorato di ricerca all'Università del Nuovo Galles del Sud in Pratica Creativa nel 2016.
Ha esordito nella narrativa nel 1995 con il romanzo Moon Honey ed è stata insignita nel 2022 del Premio Giller per The Sleeping Car Porter incentrato sulla vita di un uomo di colore queer che svolge la professione di facchino di un vagone letto nel 1929.
Autrice (al 2024) di 2 raccolte di liriche e 6 romanzi, uno solo di essi, Monoceros, è stato tradotto in italiano.

## Opere

### Romanzi
- Moon Honey (1995)
- The Widows (1998)
- Venous Hum (2004)
- Monoceros (2011), Reggio Emilia, Miraviglia, 2012 traduzione di Fabio Gamberini ISBN 978-88-89993-23-1.
- Dr. Edith Vane and the Hares of Crawley Hall (2017)
- The Sleeping Car Porter (2022)

### Raccolte di poesie
- Zebra Talk (1991)
- Tale (2001)

## Premi e riconoscimenti

### Vincitrice
Premio Giller
- 2022 con The Sleeping Car Porter[6]

### Finalista
International IMPAC Dublin Literary Award
- 2024 con The Sleeping Car Porter[7]